# DEFA

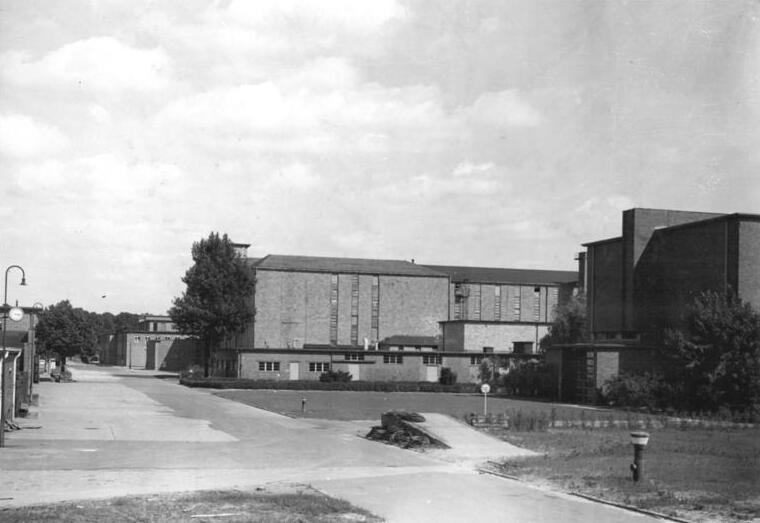
Studioul DEFA, Babelsberg, Potsdam, iulie 1952

DEFA (DEFA Berlin), forma prescurtată a denumirii „Deutsche Film AG”, a fost un studio de filme germane din RDG cu centrul în Potsdam-Babelsberg. Studioul a produs cca. 700 de filme, 750 de filme animate, iar un număr de 8.000 de filme au fost sincronizate.

## Filmografie

### Anii 1940
- 1949 Locotenent Cristina (Das Mädchen Christine), regia Arthur Maria Rabenalt
- 1949 Săbiile albastre (Die Blauen Schwerter), regia Wolfgang Schleif

### Anii 1950
- 1950 Familia Benthin (Familie Benthin), regia Slatan Dudow și Richard Groschopp
- 1950 Inimă rece (Das Kalte Herz), regia Paul Verhoeven
- 1950 Nevestele vesele din Windsor (Die Lustigen Weiber von Windsor), r. Georg Wildhagen
- 1951 Chemarea mărilor (Die Meere rufen), regia Eduard Kubat
- 1951 Familia Sonnenbruck (Die Sonnenbrucks), r. Georg C. Klaren
- 1951 Mersul trenurilor neregulat (Zugverkehr unregelmäßig), r. Erich Freund
- 1951 Model Bianka (Modell Bianka), regia Richard Groschopp
- 1951 Supusul (Der Untertan), regia Wolfgang Staudte
- 1951 Ultima cursă (Die Letzte Heuer), r. E.W. Fiedler
- 1952 Destinul unor femei (Frauenschicksale), r. Slatan Dudow
- 1952 Romanul unei tinere căsnicii (Roman einer jungen Ehe), regia Kurt Maetzig
- 1952 Satul condamnat (Das verurteilte Dorf), regia Martin Hellberg
- 1952 Tricoul galben (Sein großer Sieg), r. Franz Barrenstein
- 1953 Anna Susanna, regia Richard Nicolas
- 1953 Povestea micului cocoșat (Die Geschichte vom kleinen Muck), r. Wolfgang Staudte
- 1954 Mânuitorul de păpuși (Pole Poppenspäler), r. Arthur Pohl
- 1955 Domnișoara de Scuderi (Das Fräulein von Scuderi), regia Eugen York
- 1955 Dracul din dealul morii (Der Teufel vom Mühlenberg), r. Herbert Ballmann
- 1955 Liliacul (Rauschende Melodien), regia: E.W. Fiedler
- 1955 O sărutare furată (Einmal ist keinmal), regia Konrad Wolf
- 1955 O seară de petrecere (Ein Polterabend), regia Curt Bois
- 1955 Star fără voie (Star mit fremden Federn), r. Harald Mannl
- 1956 Căpitanul din Köln (Der Hauptmann von Köln), r. Slatan Dudow
- 1956 Friedrich Schiller (Friedrich Schiller), regia Max Jaap (documentar)
- 1956 Mi-e sete (Mich dürstet), regia Karl Paryla
- 1956 Țar și dulgher, regia Hans Müller
- 1957 Lissy, regia Konrad Wolf
- 1957 Mazurka dragostei (Mazurka der Liebe), regia Hans Müller
- 1957 Pomișorul fermecat (Das singende, klingende Bäumchen), r. Francesco Stefani
- 1957 Poznașii din Bärenburg (Bärenburger Schnurre), r. Ralf Kirsten
- 1957 Roza vânturilor (Die Windrose), r. Joris Ivens, Alberto Cavalcanti, Yannick Bellon
- 1958 Escadrila „Liliacul” (Geschwader Fledermaus), regia Erich Engel
- 1958 Jucătorul de loterie (Der Lotterieschwede), regia Joachim Kunert
- 1958 Nevasta mea cântă (Meine Frau macht Musik), r. Hans Heinrich
- 1959 Amigo (Sie nannten ihn Amigo), regia: Heiner Carow
- 1959 Intrigă și iubire (Kabale und Liebe), regia Martin Hellberg
- 1959 Marfă pentru Katalonia (Ware für Katalonien), r. Richard Groschopp
- 1959 Rătăcirile dragostei (Verwirrung der Liebe), r. Slatan Dudow

### Anii 1960
- 1960 Cinci cartușe (Fünf Patronenhülsen), r. Frank Beyer
- 1960 Frumoasa Lurette (Die Schöne Lurette), regia Gottfried Kolditz
- 1960 Steaua tăcerii (Der Schweigende Stern), r. Kurt Maetzig
- 1961 Cazul Gleiwitz (Der Fall Gleiwitz), r. Gerhard Klein
- 1961 Dragoste de septembrie (Septemberliebe), r. Kurt Maetzig
- 1961 Dragostea și pilotul secund (Die Liebe und der Co-Pilot), regia Richard Groschopp
- 1962 Ah, acest tineret (Oh, diese Jugend), regia Georg Leopold
- 1962 Revista de la miezul nopții (Revue um Mitternacht), r. Gottfried Kolditz
- 1962 Șampanie și melodii (Auf der Sonnenseite), r. Ralf Kirsten
- 1963 Hoțul din San Marengo (Der Dieb von San Marengo), r. Günter Reisch
- 1963 Pe urmele bandei (Die Glatzkopfbande), regia Richard Groschopp
- 1963 Secretul lui Mathias	(Rüpel), regia Bärbl Bergmann
- 1964 Catifeaua neagră (Schwarzer Samt), regia Heinz Thiel
- 1964 După mine, canalii! (Mir nach, Canaillen!), r. Ralf Kirsten
- 1964 Pensiunea Boulanka (Pension Boulanka), r. Helmut Krätzig
- 1965 Cronica unei crime (Chronik eines Mordes), r. Joachim Hasler
- 1966 Fiii Marei Ursoaice (Die Söhne der großen Bärin), regia Josef Mach
- 1966 Pantera neagră (Schwarze Panther), regia Josef Mach
- 1967 Lordul din Alexanderplatz (Ein Lord am Alexanderplatz), regia Günter Reisch
- 1967 Marele Șarpe (Chingachgook, die große Schlange), regia Richard Groschopp
- 1967 Minunile d-nei Venus (Frau Venus und ihr Teufel), regia Ralf Kirsten
- 1968 Asasinatul s-a produs luni (Mord am Montag), r. Hans Kratzert
- 1968 Lupii albi (Weiße Wölfe), regia Konrad Petzold
- 1968 Morții rămân tineri (Die Toten bleiben jung), regia Joachim Kunert
- 1968 Pe urmele șoimului (Spur des Falken), regia Gottfried Kolditz
- 1969 Iubirea strict oprită! (Im Himmel ist doch Jahrmarkt), regia Rolf Losansky
- 1969 Timp pentru a trăi (Zeit zu leben), regia Horst Seemann

### Anii 1970
- 1970 Împușcături sub spânzurătoare (Schüsse unterm Galgen), regia Horst Seemann
- 1970 Ora hotărâtoare (Meine Stunde Null), regia Joachim Hasler
- 1970 Povestirile lui Hoffmann (Hoffmanns Erzählungen), regia Walter Felsenstein
- 1971 Osceola, regia Konrad Petzold
- 1971 Scoate-ți pălăria când săruți (Hut ab, wenn du küsst!), regia Rolf Losansky
- 1972 Tecumseh, regia Hans Kratzert
- 1972 Vă arăt eu vouă ( Euch werd ich's zeigen), regia Rolf Losansky
- 1973 Apașii (Apachen), regia Gottfried Kolditz
- 1973 Pantalonii cavalerului von Bredow (Die Hosen des Ritters von Bredow). regia Konrad Petzold
- 1974 Cum se hrănește un măgar (Wie füttert man einen Esel), regia Roland Oehme
- 1974 Iacob mincinosul (Jakob der Lügner), regia Frank Beyer
- 1974 Kit în Alaska (Kit & Co), regia Konrad Petzold
- 1974 Ulzana, căpetenia apașilor (Ulzana), regia Gottfried Kolditz
- 1975 Frați de cruce (Blutsbrüder), regia Werner W. Wallroth
- 1975 Lotte la Weimar (Lotte in Weimar), regia Egon Günther
- 1976 Beethoven - File de viață (Beethoven – Tage aus einem Leben), regia Horst Seemann
- 1976 Revoltă în cosmos (Im Staub der Sterne), regia Gottfried Kolditz
- 1976 Schmidt tace și... nu face! (Nelken in Aspik), regia Günter Reisch
- 1977 Cei patru din fotografie (Mama, ich lebe), regia Konrad Wolf
- 1977 Drum fără întoarcere	(Die Flucht), regia Roland Gräf
- 1978 Severino, regia Claus Dobberke
- 1979 Albă ca Zăpada și Roșie ca Trandafirul (Schneeweißchen und Rosenrot), regia Siegfried Hartmann
- 1979 Blauvogel, regia Ulrich Weiß
- 1979 Nici o dovadă pentru crimă (Für Mord kein Beweis), regia Konrad Petzold
- 1979 Post-scriptum (P.S.), regia Roland Gräf

### Anii 1980
- 1980 Logodnica (Die Verlobte), regia Günter Reisch și Günther Rücker
- 1981 Colonia (Die Kolonie), r. Horst E. Brandt
- 1981 Cowboy (Sing, Cowboy, sing), regia Dean Reed
- 1983 Călăuza Pană Albă (Der Scout), regia: Konrad Petzold
- 1983 Simfonia primăverii (Frühlingssinfonie), regia Peter Schamoni
- 1984 Doctorițele (Ärztinnen), regia Horst Seemann
- 1985 Atkins, regia Helge Trimpert
- 1987 Johann Strauss, regele neîncoronat al valsului (Johann Strauss - Der König ohne Krone), regia Franz Antel